# Slaget vid Kroppenhof
Slaget vid Kroppenhof ägde rum den 28 november 1621 under det Andra polska kriget, där polsk-litauiska styrkor under befäl av Aleksander Korwin Gosiewski besegrade de svenska trupperna under befäl av Samuel Cockburn.